# Varjag (píseň)

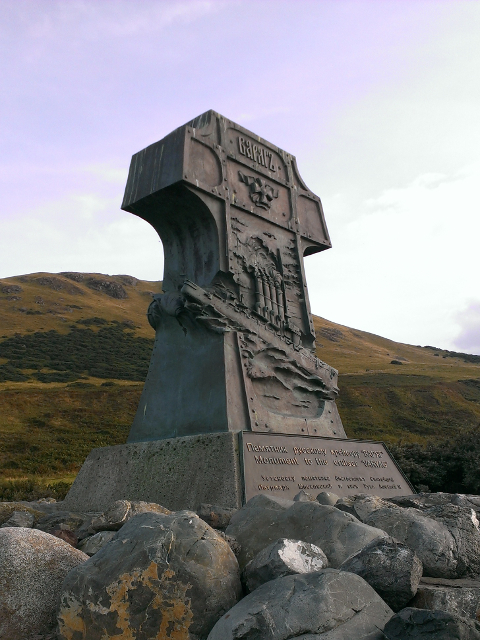
Pomník křižníku v místě sešrotování ve Skotsku

Varjag (rusky Варяг, německy Der Warjag), v ruskojazyčných zemích se někdy používá celý název Nepříteli se náš hrdý Varjag nevzdá (rusky Врагу не сдаётся наш гордый Варяг), je baladistická báseň a píseň složená roku 1904 rakouským básníkem Rudolfem Greinzem. Dílem tak reagoval na bitvu u Čemulpcha, kdy byl japonským císařským námořnictvem potopen ruský křižník Varjag a následně i dělový člun Korejec.

## Historie písně
Originální verze básně byla napsána v němčině a takhle byla také posléze publikována v desátém čísle německého mnichovského magazínu Jugend. Rusům se námět zalíbil a už v dubnu roku 1904 vyšly první publikace ruských překladů básně. Jako nejúspěšnější byl vyhodnocen překlad od Jevgenii Michailovny Studentské. Brzy na to byl pověřen hudebník 12. astrachaňského granátnického pluku Alexej Sergejevič Turiščev úkolem, aby báseň zhudebnil a poprvé zazněla na ceremoniálu pořádaném carem Mikulášem II. na počest zesnulých námořníků, kteří padli nejen v bitvě o Čemulpcha, ale „obecně“ zahynuli v důsledku rusko-japonské války.
Píseň se stala v carském Rusku, ale i v Sovětském svazu, velmi populární. Obzvláště ji milovali námořníci. Během první světové války byl z písně odstraněn třetí verš, protože Japonci již byli v této válce s Rusy spojenci. V původním překladu od J. M. Studentské se totiž třetí verš o Japoncích zmiňoval jako o „žlutých tvářích“. Od té doby už je verš de facto zapomenut, nezpívá se a byl zcela přepsán. Se světovým konfliktem také začalo potlačování autorství Greinze, což bylo příčinou toho, že Rakousko-Uhersko tehdy bojovalo proti Rusku s čímž jsou spojené protiněmecké nálady v ruské společnosti.

## Text písně
| Ruská verze | Český překlad |
| --- | --- |
| Hаверх вы, товарищи, все по местам, Последний парад наступает, Врагу не сдается наш гордый Варяг, Пощады никто не желает. Врагу не сдается наш гордый Варяг, Пощады никто не желает.           | Vzhůru, soudruzi (přátelé), zaujměte svoje pozice, Nastala poslední plavba, Nepříteli se náš hrdý Varjag nevzdá, Nikdo nechce jejich lítost. Nepříteli se náš hrdý Varjag nevzdá, Nikdo nechce jejich lítost.                   |
| Все вымпелы вьются и цепи гремят, Hаверх якоря поднимают, Готовьтеся к бою, орудия в ряд, Hа солнце зловеще сверкают. Готовьтеся к бою, орудия в ряд, Hа солнце зловеще сверкают.              | Všechny prapory vějí a řetězy řinčí, Kotva se zvedá nad hladinu, Připravte se k boji, zbraně připravit! Slunce na ně zlověstně svítí. Připravte se k boji, zbraně připravit! Na slunci se zlověstně lesknou.                    |
| Свистит и гремит, и грохочет кругом Гром пушек, шипенье снарядов. И стал наш бесстрашный и гордый Варяг Подобен кромешному аду. И стал наш бесстрашный и гордый Варяг Подобен кромешному аду.  | Pískot, hřmot a dunění je všude kolem Hřmot pušek a sykot střel. A tak povstal náš neohrožený a hrdý Varjag, který připomíná zuřící peklo. A tak povstal náš neohrožený a hrdý Varjag, který připomíná zuřící peklo.            |
| В предсмертных мученьях трепещут тела, Гром пушек, и дым, и стенанья. И судно охвачено морем огня, Hастала минута прощанья. И судно охвачено морем огня, Hастала минута прощанья.              | Naše těla se třesou v této těžké chvíli, Je tu pro nás jen hřmot pušek, kouř a naříkání. Celá loď je obchvácená ohnivým mořem, Nastal čas se rozloučit, Celá loď je obchvácená ohnivým mořem, Nastal čas se rozloučit.          |
| Прощайте, товарищи, с богом, ура, Кипящее море под нами. Hе думали мы еще с вами вчера, Что нынче умрем под волнами. Hе думали мы еще с вами вчера, Что нынче умрем под волнами.               | Sbohem, soudruzi (přátelé), nechť je bůh s vámi, hurá, Pod námi je rozbouřené moře. Včera nikdo nepomyslel na to, Že dnes zemřeme pod vlnami. Včera nikdo nepomyslel na to, Že dnes zemřeme pod vlnami.                         |
| Hе скажет ни камень, ни крест, где легли Во славу мы русского флага. Лишь волны морские прославят в века Геройскую гибель Варяга. Лишь волны морские прославят в века Геройскую гибель Варяга. | Pomník ani kříž nebude připomínat místo, kde jsme Za slávu ruské vlajky položili náš život. Jenom mořské vlny budou navždy připomínat Hrdinskou smrt Varjaga. Jenom mořské vlny budou navždy připomínat Hrdinskou smrt Varjaga. |